# 四国らしんばん
『四国らしんばん』（しこくらしんばん）は、四国地方の日本放送協会（NHK）の各放送局が制作し、四国地方のNHK総合テレビジョンで放送されている地域情報番組である。金曜日の19時台後半に放送されている。2018年3月までの番組名は『四国羅針盤』。

## 概要
放送回に1つのテーマをについて取材報告と識者ゲストへのインタビューを行って四国各地の現状や問題点やトレンド、時には明るい話題も検証し、スタジオのゲストに話を聞く、いわば四国版『クローズアップ現代』・『首都圏情報 ネタドリ!』である。制作は持ち回りで行われるが、メインキャスターは松山局のアナウンサーが原則担当する。なお前述の通り『らしんばん』が漢字の『羅針盤』だった時代も含めて、金曜19時台の地域情報番組として、同じタイトルで放送されている期間は最長である。

## 放送時間
- 本放送：金曜日 19:30 - 19:57（2018年度 - ）
  - 2015年度までは19:30 - 19:55、2016年度・2017年度は19:30 - 19:58に放送。
- 再放送：土曜日 11:15 - 11:42（2021年度まで10:55 - 11:22）

例外
- 高知局は2009年度まで本放送の時間に『とさ金』を放送した。2010年度から20時台の放送（『とさ金8』）に変えたため、四国全県で同じ時間に本放送される。
- 再放送の時間は一時期土曜の9:00 - 9:25だったほか、『NHKニュースおはよう日本』の四国エリア版『おはよう四国』の土曜版が2019年3月に一旦終了した際、同年4月から1年間だけ、その『おはよう四国・土曜版』の跡地・7:35-8:00の枠で再放送されたことがあった。
- 徳島局は2009年度から2012年度まで、高松局は2010年度から2012年度まで、いずれも再放送の時間に大阪局制作『ビジネス新伝説 ルソンの壺』を放送した。
- 内容によっては『地域発!ぐるっと日本』（2009年度まで）など地域番組を紹介する枠で全国放送を行ったり、海外向けNHKワールドでも放送することがある。

県域差し替え放送
毎月1回程度（年11本）は、当番組を休止し、4県別の地域放送を行う日に当てている。こちらは上述の再放送日にもそのまま放送される。
- 松山:ひめDON!
- 高松:さぬきドキッ!
- 徳島:あわとく
- 高知:とさ金

## キャスター
| 年度     | アナウンサー | アナウンサー |
| -------- | ------------ | ------------ |
| 時期不明 | 長野亮       | 不在         |
| 時期不明 | 伊奈正高     | 不在         |
| 時期不明 | 永松隆太朗   | 不在         |
| 時期不明 | 藤井克典     | 不在         |
| 2012     | 永井克典     | 不在         |
| 2013     | 永井克典     | 不在         |
| 2014     | 鹿沼健介     | 不在         |
| 2015     | 小澤康喬     | 不在         |
| 2016     | 松田利仁亜   | 不在         |
| 2017     | 谷地健吾     | 不在         |
| 2018     | 谷地健吾     | 不在         |
| 2019     | 谷地健吾     | 不在         |
| 2020     | 谷地健吾     | 不在         |
| 2021     | 永井伸一     | 不在         |
| 2022     | 永井伸一     | 不在         |
| 2023     | 永井伸一     | 不在         |
| 2024     | 田中寛人     | 不在         |
| 2025     | 田中寛人     | 条谷有香     |

## 他地域の同種番組
この番組同様県別の番組を優先するところもある。
- 北海道 - 北海道道
- 東北 - 東北ココから
- 関東地方・山梨県 - 首都圏情報 ネタドリ!
- 長野県 - 知るしん 信州を知るテレビ
- 新潟県 - 金よう夜きらっと新潟
- 東海 - 東海 ドまんなか!
- 北陸 - 北陸スペシャル
- 近畿 - かんさい熱視線
- 中国 - コネクト
- 九州・沖縄 - The Life